# 사쿠라이 다카시
사쿠라이 다카시(일본어: 桜井 孝司, 1977년 5월 4일 ~ )는 일본의 전 축구 선수이다.

## 구단 경력
1996년 J1리그의 요코하마 플뤼겔스에 입단했다. 1996년부터 1997년까지 힘나시아 라플라타에서 뛰었다. 1999년 J2리그의 콘사돌레 삿포로로 이적했다. 2000년후 현역 은퇴.